# Амеде Маннгайм
Віктор Маєр Амеде Маннгайм (фр. Victor Mayer Amédée Mannheim; 17 липня 1831, Париж — 11 грудня 1906, там само) — французький математик, інженер і винахідник.

## Біографічні дані
Після закінчення Політехнічної школи (1848) служив офіцером в артилерії, потім, не звільняючись з армії, повернувся в свою alma mater як викладач (1859). З 1864 року професор нарисної геометрії. У 1890 році пішов у відставку з військової служби у чині полковника та до 1901 року продовжував викладати.
У 1877 році обіймав пост президента Французького математичного товариства, у 1878 році його було обрано почесним членом Лондонського математичного товариства.
У 1872 році став лауреатом Премії Понселе.

## Наукові заслуги
Дослідження Маннгайма стосуються нарисної та кінематичної геометрії, за що його вважають одним з основоположників кінематичної геометрії. В монографіях «Курс геометрії Політехнічної школи, включаючи елементи кінематичної геометрії» (фр. Cours de Geometrie Descriptive de L'Ecole Polytechnique, Comprenant Les Elements de La Geometrie Cinematique, 1880) та «Принципи кінематичної геометрії» (фр. Principes et développements de la géométrie cinématique; ouvrage contenant de nombreuses applications à la théorie des surfaces, 1894) виклав доведення основних теорем кінематичної геометрії. Працював також в галузі теоретичної кінематики і кінематики механізмів.
Ім'я Маннгайма також пов'язують з важливим удосконаленням, яке він вніс у конструкцію логарифмічної лінійки: у 1850 році він запропонував додати до неї бігунок, що дозволяв краще зчитувати отримані результати обчислень.